# Rorbach-lès-Dieuze
Rorbach-lès-Dieuze település Franciaországban, Moselle megyében. Lakosainak száma 48 fő (2022. január 1.). Rorbach-lès-Dieuze Belles-Forêts, Cutting, Guermange, Loudrefing és Zommange községekkel határos.

## Népesség
A település népessége az elmúlt években az alábbi módon változott:
| Lakosok száma | 41   | 57   | 50   | 53   | 60   | 56   | 51   | 50   | 49   | 48   |
|               | 1968 | 1982 | 1990 | 2006 | 2013 | 2015 | 2017 | 2019 | 2020 | 2022 |